# Ballota andreuzziana
Ballota andreuzziana là một loài thực vật có hoa trong họ Hoa môi. Loài này được Pamp. mô tả khoa học đầu tiên năm 1921.